# Urushiol
L'urushiol és un oli (o sòlid) que s'extreu de certes plantes de la família de les Anacardiaceae, especialment els Toxicodendron. En general, grup dels urushiols el formen uns compostos químics oliosos o sòlids que es troben en plantes sumacals verinosas del tipus Toxicodendron quercifolium, o en diverses espècies de Rhus com l'heura verinosa anglesa (Toxicodendron radicans), el roure verinós anglès (Toxicodendron diversilobum -conegut als Estats Units com Toxicodendron quercifolium) i l'arbre de la laca (Rhus verniciflua).

## Història
El 1906 Kisaburo Miyama (* 1873) va aïllar al Japó un compost de l'arbre de laca Rhus vernicifera, que va anomenar Urushiol. A principis del segle xx, Majima Rikô va investigar més els compostos i va trobar que eren derivats del catecol. El grup dels arbre de laca, porta el seu nom per l'ús principal de la resina que se'n extreu, ja que Urushi, designa una artesania japonesa que fa servir la laca d'aquests arbres.

## Característiques
La substància primària de l'Urushiol és el catecol o 1,2-dihidroxibencè. Tots els urushiols solen ser mínimament solubles en aigua, però són bons en alcohols i dietilèter. Els representants insaturats del II al V tendeixen a polimeritzar-se. Les solucions en metanol o etanol s'oxiden des de l'oxigen atmosfèric fins a les orto-quinones corresponents a temperatura ambient. Es troba també en la pell dels anacards (Anacardium occidentale), en alguns casos provoca una espècie de dermatitis denominada dermatitis de contacte per urushiol. És el component que provoca la reacció al·lèrgica del litre.
| Nom          | Estructura bàsica      | Repòs (R)                                    | Estat físic | Punt de fusió | CAS        |
| ------------ | ---------------------- | -------------------------------------------- | ----------- | ------------- | ---------- |
| Urushiol I   | Structura del Uroshiol | -(CH₂)14CH₃                                  | sòlid       | 58–59 °C      | 53237-59-5 |
| Urushiol II  | Structura del Uroshiol | - (CH ₂) ₇ CH = CH (CH ₂) ₅ CH ₃             | líquid      |               | 53237-59-5 |
| Urushiol III | Structura del Uroshiol | - (CH ₂) ₇ CH = CHCH ₂ CH = CH (CH ₂) ₂ CH ₃ | líquid      |               | 53237-59-5 |
| Urushiol IV  | Structura del Uroshiol | - (CH ₂) ₇ CH = CHCH ₂ CH = CHCH = CHCH ₃    | líquid      |               | 53237-59-5 |
| Urushiol V   | Structura del Uroshiol | - (CH ₂) ₇ CH = CHCH ₂ CH = CHCH ₂ CH = CH ₂ | líquid      |               | 53237-59-5 |
| Fonts        |                        |                                              |             |               |            |

## Propietats biològiques
El roure verí (Toxicodendron diversilobum)
Els urushiols són al·lergogens extremadament potents; Les al·lèrgies induïdes per urushiols a causa de l'heura verinosa i el roure verinòs són les formes més comunes d'al·lèrgia als EUA. L'efecte tòxic de les substàncies es basa en la inhibició de la biosíntesi de prostaglandines. Els estudis in vitro amb preparats de vesícules seminals d'ovelles van mostrar una inhibició completa de la formació de prostaglandines fins i tot a baixes concentracions (37 μmol/l d'un extracte de Rhus radicans).
L'al·lèrgia i la dermatitis de contacte induïda depèn de l'estructura química dels urushiols. A Amèrica del Nord, on es descriuen la majoria de casos, s'ha observat que aquestes reaccions cutànies depenen del grau de saturació dels grups alquils. En la majoria dels individus, els urushiols que tenen almenys dos enllaços dobles són al·lergogens i menys de la meitat reaccionen amb els urushiols que tenen només grups alquils saturats. Aquesta és una veritable al·lèrgia mediada per limfòcits T presents com antígens. La reacció només es produeix amb la sensibilització prèvia. En el 50% al 70% de la població nord-americana, aquesta al·lèrgia es pot activar.